# چای قشلاقی
چای قشلاقی یک روستا در ایران است که در دهستان اوریاد واقع شده‌است. چای قشلاقی ۱۳۳ نفر جمعیت دارد.